# エサ・レスキネン
エサ・クレルヴォ・レスキネン（フィンランド語：Esa Kullervo Leskinen、1970年5月30日 - ）は、フィンランドの劇場演出家、劇作家。ユヴァスキュラ生まれ。グループ劇場(Ryhmäteatteri) (fi)の芸術監督をミカ・ミリャホと共同で務めている。フョードル・ドストエフスキーやミハイル・ブルガーコフなど、ロシアの古典作家の小説を基にした劇作品の演出を数多く手がけている。

## 演出
- サミ・ケスキ・ヴァハラ、エサ・レスキネン：ヨーロッパの空の下で(2010年、グループ劇場)
- ミハイル・ブルガーコフ：巨匠とマルガリータ (2007年、グループ劇場)
- エサ・レスキネン：万事ハッピーエンド(2006年、グループ劇場)[3]
- フョードル・ドストエフスキー：悪霊 (2004年、フィンランド国立劇場)
- デイヴィッド・エドガー：聖霊降臨祭の前夜(2002年、グループ劇場)